# スティーブ・ホランド
- スティーブ・ホランド
- スティーブ・ホーランド

スティーブン・アンソニー・ホランド（Stephen Anthony Holland、1970年4月30日 - ）は、イングランド・ストックポート出身の元アマチュアサッカー選手、サッカー指導者。

## 来歴
1970年、イングランドのストックポートに生まれる。
イングランドの下部リーグで現役を終えた。
1992年にクルー・アレクサンドラFCで指導者としてのキャリアをスタートさせ、アカデミーマネージャーを経て、2007-08シーズンはトップチームの監督を勤めた。
その後、ストーク・シティFCのアカデミーコーチを勤めた後、チェルシーFCのリザーブチームの監督に就任した。
2011年からはトップチームのアシスタントコーチに就任し、ジョゼ・モウリーニョやアントニオ・コンテのもとで、チェルシーのUEFAチャンピオンズリーグやプレミアリーグ等のタイトル獲得に貢献した。
2013年からはイングランド代表に携わり、2016年まではU-21代表のアシスタントコーチ、2016年からは、ガレス・サウスゲートと共にフル代表の首脳陣となり、アシスタントコーチとして2018 FIFAワールドカップベスト4、UEFA EURO 2020、UEFA EURO 2024の準優勝、2022 FIFAワールドカップベスト8に尽力した。
2024年12月17日、ジョン・ハッチンソン監督の後任として、2025シーズンのJリーグ・横浜F・マリノス監督への就任が発表された。しかし、開幕から11節を終えて、1勝5分5敗の19位となり4月18日に解任となった。

## 指導歴
- 1992年 - 2008年  クルー・アレクサンドラFC
  - 1992年 - 1998年 U-18 監督
  - 1998年 - 2007年 アカデミーマネージャー
  - 2007年 - 2008年 トップチーム 監督
- 2009年  ストーク・シティFC アカデミーマネージャー
- 2009年 - 2017年  チェルシーFC
  - 2009年 - 2011年 リザーブチーム 監督
  - 2011年 - 2017年 トップチーム アシスタントコーチ
- 2013年 - 2024年  イングランド代表
  - 2013年 - 2016年 U-21代表 ヘッドコーチ
  - 2016年 - 2024年 A代表 ヘッドコーチ
- 2025年 - 同年4月  横浜F・マリノス 監督

## 監督成績
| 年度 | 所属 | クラブ | リーグ戦 | リーグ戦 | リーグ戦 | リーグ戦 | リーグ戦 | リーグ戦 | カップ戦       | カップ戦 |
| 年度 | 所属 | クラブ | 順位     | 勝点     | 試合     | 勝       | 分       | 敗       | ルヴァンカップ | 天皇杯   |
| ---- | ---- | ------ | -------- | -------- | -------- | -------- | -------- | -------- | -------------- | -------- |
| 2025 | J1   | 横浜FM | 19位     | 8        | 11       | 1        | 5        | 5        | -              | -        |

- 2025年は退任時点の成績。